# Зеленка (приток Малы)
Зеленка — река в России, протекает в Подосиновском районе Кировской области. Устье реки находится в 52 км по левому берегу реки Мала. Длина реки составляет 11 км.
Исток реки находится на возвышенности Северные Увалы в юго-западное части болота Зеленское в 4 км к северо-западу от села Верхнемалье. Генеральное направление течения — юго-запад. Русло сильно извилистое, всё течение проходит по ненаселённому лесному массиву. Впадает в Малу в 10 км к юго-западу от села Верхнемалье.

## Данные водного реестра
По данным государственного водного реестра России и геоинформационной системы водохозяйственного районирования территории РФ, подготовленной Федеральным агентством водных ресурсов:
- Бассейновый округ — Двинско-Печорский
- Речной бассейн — Северная Двина
- Речной подбассейн — Малая Северная Двина
- Водохозяйственный участок — Юг
- Код водного объекта — 03020100212103000011405